# گروه تاسلی
گروه تاسلی (انگلیسی: Tasly) شرکت داروسازی چینی است، که در سال ۱۹۹۴ تأسیس شد.